# Antalis antillaris
Antalis antillaris is een Scaphopodasoort uit de familie van de Dentaliidae. De wetenschappelijke naam van de soort werd in 1853 voor het eerst geldig gepubliceerd door Alcide d'Orbigny.